# Dasia vittata
Espèce
Synonymes
- Apterygodon vittatum Edeling, 1865
- Apterygodon vittatus Edeling, 1865
- Euprepes praeornatus Peters, 1871

Dasia vittata est une espèce de sauriens de la famille des Scincidae.

## Répartition
Cette espèce se rencontre en Indonésie, en Malaisie et au Brunei.

## Description

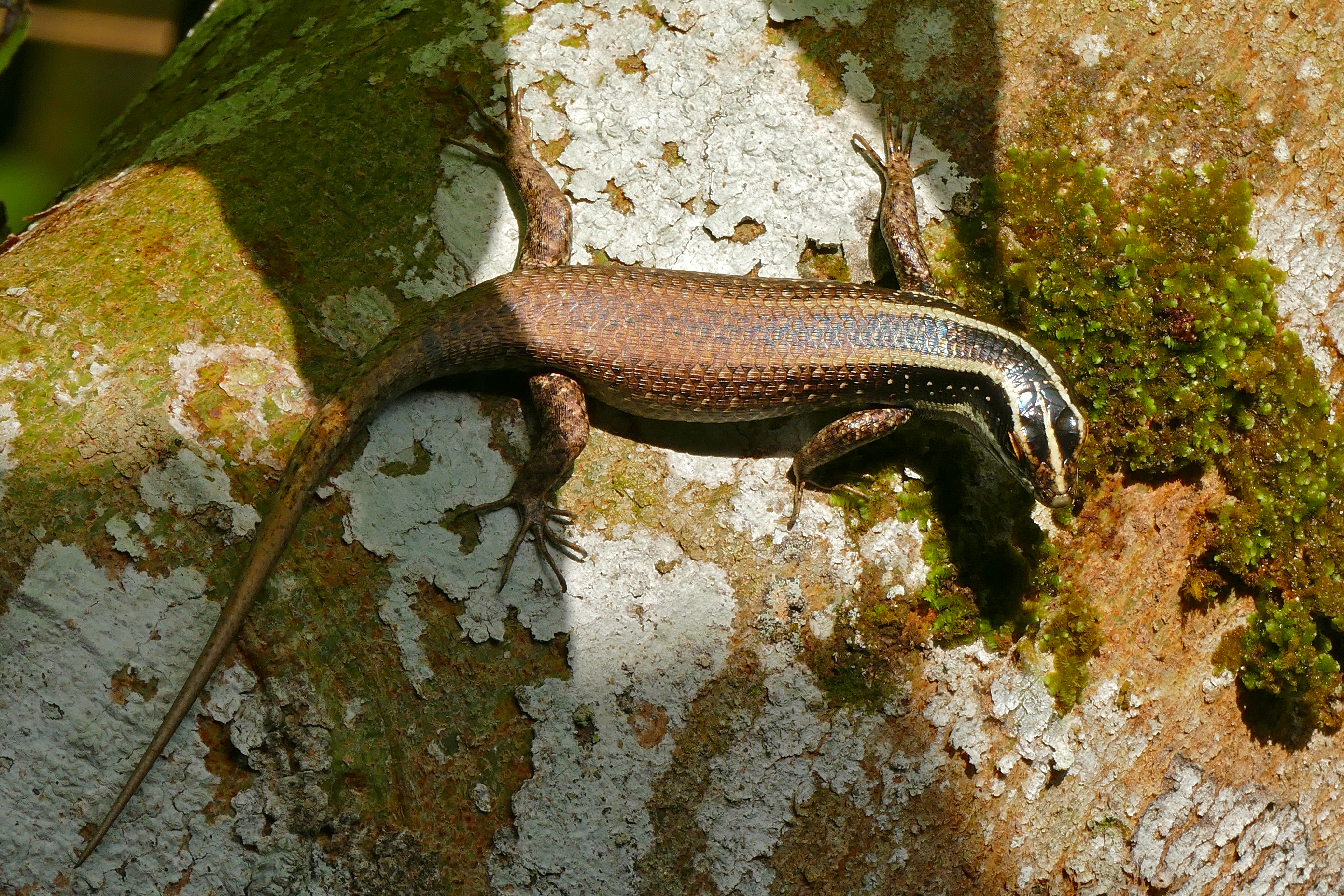
Apterygodon vittatus (Sarawak, Malaisie)

C'est un lézard ovipare et arboricole.

## Publication originale
- Edeling, 1865 "1864" : Recherches sur la faune erpétologique de Bornéo. Nederlandsch Tijdschrift voor De Dierkunde, vol. 2, p. 200-204 (texte intégral).